# AFC Challenge League 2025-2026
L'AFC Challenge League 2025-2026 è la 2ª edizione della terza competizione calcistica per club dell'Asia dopo il rinnovo dei formati delle competizioni AFC per club, complessivamente l'undicesima edizione di una competizione di terza fascia continentale. Il torneo è iniziato il 12 agosto 2025 e si concluderà il 10 maggio 2025 con la finale.

## Regolamento
Alle federazioni vengono assegnati i posti in base alla classifica delle competizioni per club, che è stata pubblicata dopo il completamento delle competizioni del 2022.
| Valutazione per l'AFC Challenge League 2025-2026 | Valutazione per l'AFC Challenge League 2025-2026 |
| ------------------------------------------------ | ------------------------------------------------ |
|                                                  | Rispetta i criteri                               |
|                                                  | Non rispetta i criteri                           |

| Posizione | Posizione | Associazione                                                    | Punti  | Slot          | Slot     |
| Posizione | Posizione | Associazione                                                    | Punti  | Fase a Girone | Play-off |
| Regione   | AFC       | Associazione                                                    | Punti  | Fase a Girone | Play-off |
| --------- | --------- | --------------------------------------------------------------- | ------ | ------------- | -------- |
| -         | -         | Eliminato dai preliminari di AFC Champions League Two 2024-2025 | -      | 2             | 0        |
| 11        | 19        | Kuwait                                                          | 20.069 | 1             | 0        |
| 12        | 20        | Turkmenistan                                                    | 19.464 | 1             | 0        |
| 13        | 22        | Libano                                                          | 17.761 | 1             | 0        |
| 14        | 23        | Siria                                                           | 17.613 | 0 1           | 1 0      |
| 15        | 27        | Bangladesh                                                      | 14.121 | 0 1           | 1 0      |
| 16        | 28        | Oman                                                            | 12.453 | 0 1           | 1 0      |
| 17        | 29        | Maldive                                                         | 9.467  | 0 1           | 1 0      |
| 18        | 31        | Palestina                                                       | 5.760  | 0 1           | 1 0      |
| 19        | 33        | Kirghizistan                                                    | 4.308  | 0             | 1        |
| 20        | 37        | Nepal                                                           | 0.813  | 0             | 1        |
| 21        | 38        | Sri Lanka                                                       | 0.630  | 0             | 1 0      |
| 22        | 39        | Bhutan                                                          | 0.465  | 0             | 1        |
| 23        | 41        | Afghanistan                                                     | 0.090  | 0             | 1        |
| 24        | 42        | Pakistan                                                        | 0.000  | 0             | 1 0      |
| 24        | 42        | Yemen                                                           | 0.000  | 0             | 1 0      |
| Totale    | Totale    | Totale                                                          | Totale | 5 10          | 12 4     |
| Totale    | Totale    | Totale                                                          | Totale | 17 14         |          |

| Posizione | Posizione | Associazione                                                    | Punti  | Slot          | Slot     |
| Posizione | Posizione | Associazione                                                    | Punti  | Fase a Girone | Play-off |
| Regione   | AFC       | Associazione                                                    | Punti  | Fase a Girone | Play-off |
| --------- | --------- | --------------------------------------------------------------- | ------ | ------------- | -------- |
| -         | -         | Eliminato dai preliminari di AFC Champions League Two 2024-2025 | -      | 2             | 0        |
| 11        | 25        | Corea del Nord                                                  | 16.117 | 0             | 1 0      |
| 12        | 26        | Indonesia                                                       | 15.083 | 0 1           | 1 0      |
| 13        | 30        | Myanmar                                                         | 8.287  | 0 1           | 1 0      |
| 14        | 32        | Cambogia                                                        | 5.455  | 0 1           | 1 0      |
| 15        | 34        | Macao                                                           | 2.800  | 0             | 1 0      |
| 16        | 35        | Taipei Cinese                                                   | 2.067  | 0 1           | 1 0      |
| 17        | 36        | Laos                                                            | 1.362  | 0 1           | 1 0      |
| 18        | 40        | Mongolia                                                        | 0.250  | 0 1           | 1 0      |
| 19        | 42        | Brunei                                                          | 0.000  | 0             | 1 0      |
| 19        | 42        | Guam                                                            | 0.000  | 0             | 1 0      |
| 19        | 42        | Isole Marianne Settentrionali                                   | 0.000  | 0             | 1 0      |
| 19        | 42        | Timor Est                                                       | 0.000  | 0             | 1 0      |
| Totale    | Totale    | Totale                                                          | Totale | 2 6           | 12 0     |
| Totale    | Totale    | Totale                                                          | Totale | 14 6          |          |

## Calendario
| Fase                         | Turno             | Data sorteggio   | Andata                       | Ritorno                      |
| ---------------------------- | ----------------- | ---------------- | ---------------------------- | ---------------------------- |
| Fase preliminare             | Turno preliminare | Nessun sorteggio | 12 agosto 2025               | 12 agosto 2025               |
| Fase a gironi                | Prima giornata    | 24 agosto 2025   | 25-26 ottobre 2025           | 25-26 ottobre 2025           |
| Fase a gironi                | Seconda giornata  | 24 agosto 2025   | 28-29 ottobre 2025           | 28-29 ottobre 2025           |
| Fase a gironi                | Terza giornata    | 24 agosto 2025   | 31 ottobre - 1 novembre 2025 | 31 ottobre - 1 novembre 2025 |
| Fase ad eliminazione diretta | Quarti di finale  | 19 febbraio 2026 | 4-5 marzo 2026               | 11–12 marzo 2026             |
| Fase ad eliminazione diretta | Semifinale        | 19 febbraio 2026 | 7-9 aprile 2026              | 15-16 aprile 2026            |
| Fase ad eliminazione diretta | Finale            | 19 febbraio 2026 | 9 maggio 2026                | 9 maggio 2026                |

## Fase preliminare

### Turno preliminare
| Squadra 1          | Risultato        | Squadra 2         |
| Zona Occidentale   | Zona Occidentale | Zona Occidentale  |
| ------------------ | ---------------- | ----------------- |
| Abahani Ltd. Dacca | 0 - 2            | Muras Junajted    |
| Al-Karamah         | 0 - 1            | Bashundhara Kings |
| Abdyš-Ata Kant     | 5 - 2            | Hutteen           |
| Maziya             | 0 - 4            | Al-Arabi          |
| Paro               | 1 - 0            | Abu Muslim        |
| Zona Orientale     |                  |                   |
| Tainan City        | 4 - 1            | Khangarid         |
| Falcons            | 3 - 1            | Taichung Futuro   |
| Yangon Utd         | 1 - 1 (3-5 dtr)  | Ezra              |
| Kasuka             | 0 - 6            | Phnom Penh Crown  |